# Unione inquilini
L'Unione inquilini è un sindacato italiano degli inquilini e dei senza casa; è considerata uno dei sindacati comparativamente maggiormente rappresentativi e come tale è firmataria di convenzioni nazionali sugli affitti a canone concordato. È stata tra i promotori della Confederazione unitaria di base (CUB). È il più antico sindacato, nato il 29 gennaio 1968 in una affollata assemblea nel quartiere popolare di Quarto Oggiaro a Milano,  per la tutela degli interessi degli inquilini e degli assegnatari.
L'organo di stampa dell'Unione è stato negli anni '70 il Giornale dell'Unione inquilini.

## Storia
Nasce a Milano nel 1968 ad opera di comitati di base delle case popolari impegnati nelle rivendicazioni nate dalle manifestazioni del Sessantotto. Dal 1975 l'Unione Inquilini si estende in tutta la Lombardia, nel Piemonte e nel Veneto.  In pochi mesi si aprono sedi in Emilia, Toscana, a Roma e a Napoli. La stessa sede centrale del sindacato si trasferisce alla fine degli anni '70 da Milano a Firenze. In questi anni si contano in 150 gli stabili occupati per impulso dell'Unione inquilini, azioni che vedono l'intervento degli organi di polizia per sgomberare gli stabili occupati.
Nella seconda metà degli anni '70 l'azione dell'Unione inquilini si concentra nell'occupazione di edifici sfitti per rispondere al bisogno di alloggi popolari della cittadinanza. Le occupazioni vengono svolte senza ricorrere alla clandestinità, tanto da accettare in molte occasioni la diretta televisiva e le dichiarazioni ai mezzi di informazione.
L'Unione inquilini partecipa alla costituzione della Confederazione unitaria di base all'inizio degli anni '90.
Recentemente, l'Unione inquilini si è resa protagonista di una fortunata campagna nazionale contro gli "affitti in nero", anche grazie alla grande visibilità data alla campagna dalla TV e da alcuni organi di stampa.